# Roberto Bailey
Roberto Bailey (ur. 10 sierpnia 1952, zm. 11 czerwca 2019) – piłkarz, były reprezentant Hondurasu grający na pozycji pomocnika.

## Kariera klubowa
Roberto Bailey podczas piłkarskiej kariery występował w klubie C.D. Marathón.

## Kariera reprezentacyjna
Roberto Bailey występował w reprezentacji Hondurasu w latach osiemdziesiątych. W 1982 był członkiem reprezentacji na Mistrzostwach Świata w Piłce Nożnej 1982.